# 拉約克
49°47′59″N 31°15′57″E / 49.79972°N 31.26583°E
拉約克（烏克蘭語：Райок）是位於烏克蘭中部的鄉村居民點，由切爾卡瑟州切爾卡瑟區的博布里齊亞市鎮負責管轄。該村面積0.22平方公里，海拔高度約126米，2009年該城鎮人口18。